# Georg von Debschitz
Georg von Debschitz, auch von Döbschütz (* 22. April 1551; † 8. April 1632 auf Gut Marklissa, Oberlausitz) war ein Oberlausitzer Lehnsmann und kaiserlicher Hauptmann. Er war der Letzte der Schadewalder Familienlinie.

## Leben
Er entstammte dem alten Oberlausitzer Adelsgeschlecht derer von Debschitz und war der Sohn von Heinrich von Debschitz (1518–1591), Erbherr und Lehnsmann auf Schadewalde (heute Smolnik (Leśna)), Marklissa, Hartmannsdorf und Wünschendorf, und dessen erster Ehefrau Magdalena von Metzrad aus dem Hause Räckelwitz. Nach dem frühen Tode seiner Mutter wuchs er bei seiner Großmutter mütterlicherseits, ebenfalls einer geborenen von Debschitz, auf Gut Räckelwitz auf und besuchte die Religionsschule in Kamenz.
1566 trat er als Edelknappe in die Dienst seines Verwandten Christoph von Metzrad und begleitete ihn während des Türkenfeldzuges nach Ungarn und nahm im August an der Belagerung von Szigetvár teil. Zwei Jahre später kämpfte er als kaiserlicher Offizier bei Gotha. Anschließend begab er sich ab 1571 in Niederländische Dienste und kämpfte 1572 während der Hugenottenkriege in Frankreich. Anschließend verweilte er nur wenige Jahre zuhause und kam schon 1575 den Reformierten in Franken zu Hilfe. Auf diesem Feldzug erwarb er sich den Rang eines Hauptmanns.
Während des Lützelburgischen Krieges trat Debschitz in die Dienste des Prinzen Casimir im Kampf gegen die Stadt Köln. In kurmainzischen Diensten bei Johann Schweikhard von Cronberg war er 14 Jahre Hauptmann und später Geleitshauptmann. Nach dem Tode seiner älteren Bruders Heinrich (1549–1588) kehrte er 1588 nach Hause zurück. Wenig später kämpfte Debschitz in Polen und trat dann in die Dienste von Melchior von Redern auf Friedland, den er beim 1593 Türkenfeldzug gegen den Sultan Amurad nach Ungarn begleitete. Dort nahm er am 22. Juni siegreich in der Schlacht bei Sissek teil.
Nach dem Tode des Vaters (1591) übernahm er die Lehnsherrschaften Schadewalde, Marklissa und Hartmannsdorf in der Oberlausitz sowie Wünschendorf in Böhmen, die er 40 Jahre ausübte. Während dieser Zeit brachte er das Städtchen Marklissa zu großer Blüte. Der Protestant vermachte in seinem am 3. Januar 1617 niedergelegten Testament der Kirche zu Marklissa 700 Taler zur Bestellung eines Kaplans. Debschitz erlebte in hohem Alter den Ausbruch des Dreißigjährigen Krieges. Nach dem Beginn der Verfolgung der Protestanten in Böhmen gewährte er Flüchtigen Unterstützung und Zuflucht. Nachdem er 82-jährig unverheiratet und ohne Nachkommen verstorben war, erlosch die Schadewalder Linie des Geschlechtes. Er wurde am 25. Mai 1632 in der Familiengruft in Marklissa beigesetzt.
Er ist der Stifter des großen Majorats auf Schadewalde und Marklissa, bewirkte unter anderem einen neuen Jahrmarkt zu Marklissa und erließ der Bürgerschaft die Hofdienste.
Seine oberlausitzer Güter blieben bis ins 18. Jahrhundert im Familienbesitz. Das böhmische Lehngut Wünschendorf fiel nach Georgs Tode seinem Neffen Heinrich von Griesslau auf Lautsche zu, der 1639 als Burghauptmann von Friedland bei Matthias Gallas in Ungnade fiel.